# 绵阳三江湖国家湿地公园
绵阳三江湖湿地公园是一座正在建设中的湿地公园，位于中国四川省绵阳市主城区内，规划总面积9.21平方公里，于2016年开始建设，预计2021年全面建成。湿地公园以河流沙洲景观和鸟类栖息地为主，同时也重点突显西蜀的历史文化风采。

## 概要
三江湖涪江、安昌河（支流）和芙蓉溪（支流）三江汇流而成广大水面而得名，于上世纪九十年代在对涪江下游进行综合整治后形成，在2013年绵阳市又斥资4亿元左右整治了三江水体，是绵阳市重要的生态区。湿地主要以沼生和湿生植物为主，共有高等植物101科241属357种。其中苔藓植物9种，蕨类植物25种，祼子植物2种，被子植物321种。除植物外三江湖湿地还共有脊椎动物320种，隶属28目91科199属。其中鱼类31种、两栖类14种、爬行类15种、水鸟106种、兽类25种，也有重点保护鸟类42种，其中国家二级保护18种、省级保护21种、中国特有种3种。同时三江湖湿地也是候鸟南北迁移的重要通道和栖息地。
绵阳三江湖湿地规划以三江湖为中心，包含城区内的三江水体，由南向北呈狭长型廊道走向，南抵三江大坝，北至涪江二桥，西至洞天大坝，东至小枧湿地。规划总面积9.21平方公里，划分湿地保育区、恢复重建区、合理利用区、科普宣教区、管理服务区。三江湖湿地于2016年正式开建，规划期为6年，预计2021年全面建成。2014年8月18日三江湖湿地得到四川省省林业厅的批准，同时国家林业局专家组一行也莅临三江湖湿地，在实地考察并听取设计方案后认定规划符合国家湿地公园守则要求，并决定上报国家林业局大评委评审。2015年四川省林业勘察设计研究院编制的《绵阳三江湖国家湿地公园总体规划》初步审查通过，并根据2015年5月报道区内道路、景观、湖泊、配套建筑等主要节点工程已基本完成动工，2016年三江湖湿地将正式全面建设，预计总投资约2.5亿元。